# OurTunes
ourTunes é um cliente de partilha de ficheiros multiplataforma baseado em Java que permite aos utilizadores ligarem-se ao iTunes e partilharem ficheiros de áudio/música MP3 e AAC através de uma sub-rede de área local. OurTunes v1.3.3 foi descarregado mais de 3.000.000 de vezes.
A versão atual do ourTunes, v1.7g, funciona com todas as versões do iTunes até ao iTunes 7 numa variedade de sistemas operativos, tanto Mac OS X como Microsoft Windows, bem como qualquer pessoa capaz de executar a Máquina Virtual Java. O OurTunes não funciona atualmente para o iTunes 8. 

## História
ourTunes foi desenvolvido por David Blackman, um estudante da Stanford University. Ele começou originalmente como 'one2ohmygod', um cliente Swing projetado para a versão 4.1 do iTunes, que se tornou obsoleto com o lançamento da versão 4.5 da Apple. Depois que o estudante australiano David Hammerton crackeou (quebrou) o novo sistema de encryption e authentication do iTunes html, o One2OhMyGod foi forked num programa chamado 'applerecord'. O ourTunes desenvolveu-se a partir do AppleRecords, incluindo o desenho concetual de programas como o MyTunes, desenhado pelo estudante Bill Zeller do Trinity College (Connecticut). Bill Zeller, embora estes programas não tivessem pesquisa, ao contrário do ourTunes.

## Características
Ao contrário da funcionalidade de partilha de música do iTunes que permite que um máximo de cinco utilizadores em cada 24 horas se liguem e ouçam a música de outro utilizador que tenha permitido a partilha numa determinada sub-rede, o ourTunes permite que os utilizadores descarreguem ficheiros de música no seu próprio computador e fornece a funcionalidade de pesquisar todas as músicas em todos os anfitriões. Ao contrário dos programas peer-to-peer como o Kazaa e o Napster, o ourTunes não pode procurar ou descarregar música de utilizadores que não partilham uma sub-rede. O ourTunes não oferece aos seus utilizadores a oportunidade de partilhar ficheiros. Mas oferece a possibilidade de descarregar e partilhar música a partir das partilhas disponíveis. Uma vez que o programa não funciona através da Internet pública, os utilizadores não são alvo de escrutínio ou de alegações legais por parte da RIAA (ou de outros organismos de gestão dos direitos de autor, como a SGAE), que, em resposta, apelou aos colégios e universidades para que actuassem de forma severa contra os programas.

## Uso
Este software pode ser útil em ambientes como residências e residências universitárias e biblioteca, onde pode haver um grande número de partilhadores de música na rede.